# Shun'ichi Suzuki (gouverneur)
Pour les articles homonymes, voir Shun'ichi Suzuki.
Shun'ichi Suzuki (鈴木 俊一, Suzuki Shun'ichi), né le 6 novembre 1910 à Akishima et mort le 14 mai 2010 à Tokyo, est un homme politique japonais membre du Parti libéral-démocrate. Il est gouverneur de Tokyo pendant 4 mandats, du 23 avril 1979 au 22 avril 1995.

## Carrière politique

### Au ministère de l'Intérieur
Suzuki commence sa carrière au ministère de l'Intérieur en 1933. Après la défaite de 1945, il travaille, à la demande des Alliés, à la mise en place de lois d'autonomie locale (Chihō-jichi-hō), en particulier, pour les finances locales et les élections de représentants locaux[réf. nécessaire].

### Vice-gouverneur puis gouverneur de Tokyo
En 1964, Suzuki est vice-gouverneur et participe à l'organisation des Jeux olympiques de 1964. Il est aussi secrétaire général du comité d'organisation de l'exposition universelle de 1970 à Ōsaka[réf. nécessaire].
Après son élection au poste de gouverneur, Suzuki travaille à remettre sur pied les finances de la préfecture de Tokyo. Il ordonne la construction du Siège du gouvernement métropolitain de Tokyo ou Tochō, un bâtiment de 48 étages situé à Shinjuku, puis déplace l'administration municipale de Yūrakuchō (Chiyoda) vers Shinjuku en mars 1991[réf. nécessaire].

### Réélu sans le soutien du PLD
La construction de Tochō qui a coûté entre 850 millions et 1,1 milliard de dollars, est vivement reprochée à Suzuki et présentée comme exemple du gaspillage de l'administration tokyoïte. Devant l'impopularité de Suzuki et dans la perspective de l'élection au poste de gouverneur d'avril 1991, le PLD, décide de ne pas soutenir Suzuki dans sa tentative de réélection et choisit Hisanori Isomura, un candidat du Kōmeitō. Suzuki se dépeint alors comme un outsider au système politique national et retrouve les faveurs de l'électorat. Il est financièrement soutenu par les promoteurs immobiliers tokyoïtes qui voient d'un bon œil les projets de constructions d'une nouvelle ville dans la baie de Tokyo pour un montant de 12 milliards de dollars ainsi que par la branche locale du PLD,. Suzuki remporte l'élection facilement (avec 40 % contre 20 % pour Isomura) et le secrétaire-général du PLD, Ichirō Ozawa, bras droit du premier ministre Toshiki Kaifu, démissionne, malgré les victoires du PLD dans d'autres élections.